# خاندان تنگستانی
خاندان تنگستانی یکی از خاندان‌های مؤثر و کهن در منطقه تنگستان در استان بوشهر ایران است. این خاندان که در برخی منابع با عنوان طایفه رئیس و در برخی دیگر پولادی نیز شناخته می‌شود، نقش مهمی در تاریخ محلی و تحولات اجتماعی تنگستان ایفا کرده است.

## ریشه‌ها و تبار
بر اساس برخی روایات و منابع محلی، جد این خاندان، رئیس فولاد بوده است. درباره تبار رئیس فولاد دیدگاه‌های متفاوتی وجود دارد؛ برخی او را از خاندان بنی هذیل  می‌دانند، در حالی که برخی دیگر او را ریشه در لرهای منطقه بختیاری و زاگرس می‌دانند. رئیس فولاد دارای شش فرزند پسر به نام‌های بهزاد, میمد, حسین, احمدشاه, کرم و حیدر بوده است.

### پراکندگی فرزندان رئیس فولاد
فرزندان رئیس فولاد در نقاط مختلف تنگستان ساکن شده و نسل‌های بعدی این خاندان را بنیان نهادند:
- کرم به کدخدایی مناطق بنه گز و عالی‌چنگی رسید.
- احمدشاه در اطراف گرگور و لیلک سکونت گزید.
- بقیه برادران (بهزاد، میمد، حسین و حیدر) در منطقه باغک ساکن شدند.

## نقش تاریخی و اجتماعی
خاندان تنگستانی از خاندان‌های بانفوذ و مقتدر در جنوب غربی ایران طی چندین سده اخیر به شمار می‌رود. نفوذ و قدرت این خانواده، به ویژه از اواخر سلطنت نادرشاه افشار، در منطقه تنگستان افزایش یافت و قلمرو نفوذشان وسعت پیدا کرد.
تنگستان، به دلیل موقعیت و اهمیت خود، همواره مورد توجه پادشاهان و حکمرانان محلی بوده است. آنان در لشکرکشی‌ها و سرکوب شورش‌های داخلی، از تفنگچیان تنگستانی بهره می‌بردند.
این خاندان در تحولات مهم تاریخی ایران نقش‌آفرینی کرده است:
- **دوره زندیه:** احمدشاه خان تنگستانی، از بزرگان این خاندان، در به قدرت رسیدن کریم‌خان زند و تأمین سپاه برای وی نقش عمده‌ای داشت.[۴][۵]
- **دوره قاجار:** در سال ۱۲۴۶ قمری، در زمان فتحعلی‌شاه قاجار، شاهزاده حسینعلی میرزا فرمانفرمای استان فارس برای سرکوب شیخ عبدالرسول خان، حاکم وقت بوشهر، از حمایت تفنگچیان رئیس محمدباقر تنگستانی برخوردار شد. پس از تسخیر بوشهر، حکومت ناحیه تنگستان به محمدعلی خان و باقرخان، پسران رئیس احمدشاه، که در اواخر سلطنت نادرشاه در منطقه نفوذ و قدرت یافته بودند، واگذار شد.[۶]
- **حکومت موروثی:** خاندان تنگستانی تا سال ۱۳۲۴ قمری (۱۹۰۶ میلادی)، حاکم و فرمانروای موروثی و بلامعارض ناحیه تنگستان بودند.[۶]
- **مقاومت در برابر استعمار:** این خاندان در مبارزات و مقاومت‌های مردم تنگستان در برابر نیروهای بیگانه، به ویژه در برابر امپراتوری بریتانیا، نقش داشتند. حیدرخان تنگستانی، از حکمرانان این ناحیه، در نبرد ۱۲۷۳ قمری با انگلیسی‌ها در قلعه ریشهر به قتل رسید.[۶]

## افراد برجسته
- احمدشاه خان تنگستانی: از بزرگان این خاندان در اواخر دوره افشاریه و زندیه. وی در به قدرت رسیدن کریم‌خان زند و تأمین سپاه برای او نقش مهمی ایفا کرد.[۴][۵]
- باقرخان تنگستانی: فرزند احمدشاه خان تنگستانی. او پس از پدرش حکمران تنگستان شد و سال‌ها این مسئولیت را بر عهده داشت.[۶][۵] باقرخان در سال ۱۲۷۰ قمری، در دفع خوارج مسقط و عمان از بندرعباس نیز به فرمان شاهزاده طهماسب میرزا مؤیدالدوله، والی فارس، کمک کرد و مدتی مسئولیت حفاظت از بندرعباس را بر عهده داشت.[۷]
- حیدرخان تنگستانی: فرزند احمدخان. او نیز از حکمرانان ناحیه تنگستان بود که در نبرد ۱۲۷۳ قمری با نیروهای انگلیسی در قلعه ریشهر به شهادت رسید.[۶]
- محمدخان تنگستانی: آخرین فرد از خاندان تنگستانی که به صورت موروثی بر تنگستان حکومت کرد. قدرت و نفوذ این خاندان در زمان او رو به زوال نهاد و سرانجام در سال ۱۳۲۸ قمری، حکومت تنگستان به زایر خضرخان اهرمی منتقل شد.[۶]